# Kenneth Hunt
Kenneth Reginald Gunnery Hunt (* 24. Februar 1884 in Oxford; † 28. April 1949 in Heathfield) war ein englischer Amateurfußballer.
Hunt wurde mit dem englischen Verein Wolverhampton Wanderers Sieger des FA Cups im Jahr 1908. Wenige Monate später wurde er eingeladen, mit der englischen Nationalmannschaft am olympischen Turnier teilzunehmen. Mit einem 2:0-Sieg über Dänemark konnte das englische Team die Goldmedaille gewinnen.
Hunt wurde außerdem im Jahr 1911 zu zwei Einsätzen der englischen Nationalmannschaft gegen Wales und gegen Schottland, berufen. Mit der englischen Mannschaft nahm er nochmals an den Olympischen Spielen 1920 teil, bei welchen England allerdings in der ersten Runde gegen Norwegen ausschied. Im Hauptberuf war Hunt Reverent einer englischen Gemeinde.